# FV101 스콜피온
FV101 스콜피온(FV101 Scorpion)은 영국의 수색장갑차이다. 영국의 이 전차는 7개의 차량인 CVR(T) 계획의 일원이었고, CVR(T)의 주력차량이자 화력지원용으로 만들어졌다. 알비스에서 기획 및 제조하였고, 1973년에 영국 육군에 도입되었고 1994년에 은퇴했다. 3,000대 이상이 수색차량 또는 경전차로 운용되었다.

## 역사
알비스 스콜피온은 CVR(T)의 계획에 따라 개발된 전차였다. 1967년 알비스는 30개의 CVR(T) 주문 제작을 받았다. P1-P17 차량이 예산과 시간에 맞게 영국 육군에 보내졌다. 기후 조건 실험을 위해 노르웨이, 오스트레일리아, 아부다비, 캐나다에서 시험운행을 거쳤다. 이후 스콜피온 전차는 1970년 5월 영국 육군에 정식 채택되었고, 영국 육군은 275대를 주문했다가 313대로 전차를 늘렸다. 첫 생산은 1972년 완료되었고, 스콜피온이 처음 배치된 부대는 1973년 하우스홀드 기병대의 블루 앤드 로열즈 부대였다. 알비스는 3,000대 이상의 전차를 영국 육군, 영국 공군 여단, 그리고 해외 시장에 공급했다. 스콜피온은 포클랜드 전쟁에서 활약했다.

## 엔진
스콜피온의 원래 엔진은 재규어 J60 Mk 100b 4.2리터 엔진이었고, 곧 커민스 또는 퍼킨스 엔진으로 교체했다. 스콜피언의 최대 속력은 시간당 80km를 주파할 수 있었다. 수중에서는 시간당 최대 5.8km를 주파할 수 있었다.

## 장갑
스콜피온은 매우 가벼운 장갑차였고, 무게는 8톤 정도 나갔다. 두께는 12.7 mm였고, 경사진 알루미늄 장갑으로 구성되어 있었다. 전반적인 전차의 평균 장갑 두께는 25mm 밖에 되지 않았다. FV101 스콜피온은 전방위 방호 기능을 가졌고, 가파른 전면 경사장갑은 200m 떨어진 곳의 14.5mm 포탄을 막아낼 수 있게 설계되었다.

## 같이 보기
- CVR(T)
- 알비스 스토머